# Volta a Galícia
La Volta a Galícia (Volta a Galicia en gallec) va ser una cursa ciclista per etapes que es disputà per les carreteres de Galícia entre 1933 i el 2000. El primer vencedor fou Salvador Cardona, i el darrer Andrei Teteriuk.
Fins al 1955 es disputà de manera discontínua, però entre el 1984 i el 2000 la cursa es disputà anualment durant el mes d'agost.
El ciclista amb més victòries és Emilio Rodríguez Barros, amb tres.
A partir de 2002 es va començar a disputar una altra Volta a Galícia (Volta a Galicia en gallec) reservada per a amateurs. Sense relació amb l'anterior i amb pròpia numeració.

## Palmarès
| Any  | Vencedor                | Segon                   | Tercer                 |
| ---- | ----------------------- | ----------------------- | ---------------------- |
| 1933 | Salvador Cardona        | Eusebio Bastida         | Federico Ezquerra      |
| 1935 | Julián Berrendero       | Fermín Trueba           | Mariano Gascón         |
| 1945 | Delio Rodríguez Barros  | Emilio Rodríguez Barros | Julián Berrendero      |
| 1946 | Emilio Rodríguez Barros | Pastor Rodríguez Barros | Luis Sánchez Huergo    |
| 1947 | Emilio Rodríguez Barros | Manuel Rodríguez Barros | Delio Rodríguez Barros |
| 1955 | Emilio Rodríguez Barros | Carmelo Morales         | René Marigil           |
| 1984 | Vicent Belda            | Josep Recio             | Jokin Mújika           |
| 1985 | Jesús Blanco Villar     | Vicent Belda            | Raimund Dietzen        |
| 1987 | Jokin Mújika            | Iñaki Gastón            | Vicent Belda           |
| 1988 | Marino Lejarreta        | Álvaro Pino             | Miguel Indurain        |
| 1989 | Vicente Ridaura         | Federico Etxabe         | Iñaki Gastón           |
| 1990 | Federico Etxabe         | Laudelino Cubino        | Johan Bruyneel         |
| 1991 | Álvaro Mejía            | Piotr Ugriúmov          | Fabian Fuchs           |
| 1992 | Fabian Jeker            | Federico Etxabe         | Oliverio Rincón        |
| 1993 | Andrew Hampsten         | Stefano Della Santa     | Álvaro Mejía           |
| 1994 | Laudelino Cubino        | Claudio Chiappucci      | Stefano Della Santa    |
| 1995 | Miguel Indurain         | Maarten den Bakker      | Manuel Fernández Ginés |
| 1996 | Abraham Olano           | Andrei Txmil            | Laurent Jalabert       |
| 1997 | Aitor Garmendia         | Gianluca Bortolami      | Armand de las Cuevas   |
| 1998 | Frank Vandenbroucke     | Abraham Olano           | Marcos Serrano         |
| 1999 | Marcos Serrano          | Andrei Teteriuk         | Abraham Olano          |
| 2000 | Andrei Teteriuk         | David Etxebarría        | Juan Miguel Mercado    |

## Palmarès amateur
| Any  | Vencedor                 | Segon                    | Tercer                     |
| ---- | ------------------------ | ------------------------ | -------------------------- |
| 2002 | Fernando Torres Martín   | Aitor Pérez Arrieta      | José Mario Box             |
| 2003 | José Adrián Bonilla      | José Ruiz Sánchez        | Francisco Morales          |
| 2004 | Luis Fernández Oliveira  | Jorge Nogaledo           | Sergio Domínguez Rodríguez |
| 2005 | Manuel Jesús Jiménez     | Alberto Fernández Sainz  | Eder Salas                 |
| 2006 | Óscar Laguna             | Gonzalo Rabuñal          | Alejandro Paleo            |
| 2007 | Óscar Laguna             | Eduardo González Pascual | Carlos Oyarzún             |
| 2008 | Óscar García-Casarrubios | Vítor Martins            | Dmitri Puzanov             |
| 2009 | Enrique Salgueiro        | Carlos Oyarzún           | Gustavo Rodríguez Iglesias |
| 2010 | Raúl García de Mateos    | Sergi Escobar            | Rafael Rodríguez Segarra   |
| 2011 | José Belda               | Héctor González Baeza    | Moisés Dueñas              |
| 2012 | Luís Afonso              | David Francisco          | Miguel Gómez               |
| 2013 | Pedro Gregori            | Frederico Figueiredo     | José de Segovia            |
| 2014 | Aitor González Prieto    | Joaquim Silva            | José de Segovia            |
| 2015 | Aitor González Prieto    | Jorge Martín Montenegro  | Pedro Merino               |
| 2016 | Samuel Blanco            | Marcos Jurado            | Pedro Gregori              |
| 2017 | Martín Lestido           | David González           | Willie Smit                |
| 2018 | Sergio Vega              | Martín Lestido           | Iván Martínez              |
| 2019 | Martí Márquez            | Alejandro Ropero         | Raúl García de Mateos      |
| 2020 | suspesa                  | suspesa                  | suspesa                    |
| 2021 | Álex Martín              | Patrick Videira          | Fernando Tercero           |